# Complejo Cultural Teresa Carreño

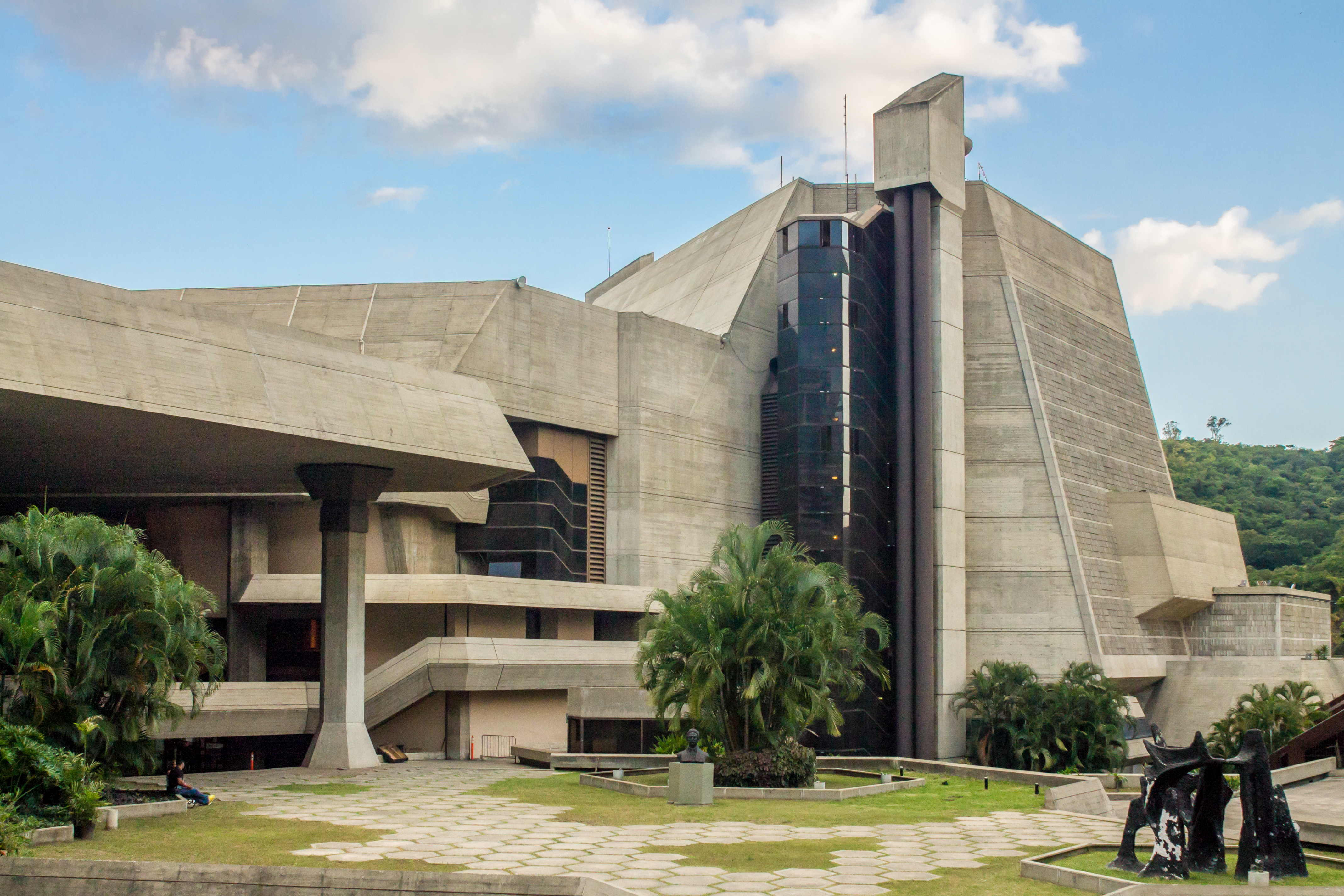
Ansicht 2013

Der Complejo Cultural Teresa Carreño in Caracas ist eines der größten Musiktheater in Südamerika.
Das nach der venezolanischen Pianistin Teresa Carreño benannte Musiktheater wurde von 1976 bis 1983 erbaut und am 19. April 1983 eröffnet. Entworfen wurde der Gebäudekomplex von den Architekten Tomás Lugo Marcano, Jesús Sandoval und Dietrich Kunckel, es hat eine Gesamtfläche von 22000 m². Das Theater hat zwei große Säle, den José Félix Ribas-Saal und den Ríos Reyna-Saal.
Der Komplex ist Sitz des Opernensembles „Coro de Ópera Teresa Carreño“ und der Balletttruppe „Ballet Teresa Carreño“, die organisatorisch fest an das Theater gebunden ist und bis 2002 von dem Choreographen Vicente Nebrada geleitet wurde, sowie der Spielort des venezolanischen Nationalorchesters „Orquesta Sinfónica Venezuela“.
Zu dem Komplex gehört eine Buchhandlung und eine Cinemathek.